# Fredensgade (Hinnerup)
 Denne artikel omhandler Fredensgade i Hinnerup, Favrskov Kommune. For andre betydninger af Fredensgade, se Fredensgade.
Fredensgade er en villavej på 450 m i centrum af Hinnerup. Fredensgade er særlig kendt for sin julebelysning, der hvert år i december er at finde i gaden. Hvert år besøger op imod 70.000 gæster gaden.